# Tremblement de Terre (album, Defao)
Pour les articles homonymes, voir Tremblement de terre (homonymie).
Tremblement de Terre est un album de l’artiste congolais Defao avec l’orchestre Big Stars, sorti le 1er juillet 1998.

## Liste des titres
| No | Titre                | Auteur          | Durée |
| -- | -------------------- | --------------- | ----- |
| 1. | Tremblement de Terre | Defao           | 5:23  |
| 2. | Mboka ya Diogen      | Defao           | 7:50  |
| 3. | Annie                | Defao           | 6:37  |
| 4. | Nadine               | Defao           | 7:00  |
| 5. | Yoka Liteya          | Defao           | 7:04  |
| 6. | Petit José           | Defao           | 7:33  |
| 7. | Fifi Vonga           | Lino Ndjoku     | 8:50  |
| 8. | Regis                | Montana Kamenga | 7:01  |